# روبن هايد
روبن هايد (بالإنجليزية: Robin Hyde)‏ (19 يناير 1906 في جنوب أفريقيا - 23 أغسطس 1939، إنجلترا في المملكة المتحدة)؛ صحفية، شاعرة، كاتِبة وروائية نيوزيلندية.